# Thana Bhawan
Thana Bhawan es un pueblo y nagar Panchayat situado en el distrito de Shamli en el estado de Uttar Pradesh (India). Su población es de 36669 habitantes (2011). 

## Demografía
Según el censo de 2011 la población de Thana Bhawan era de 36669 habitantes, de los cuales 19248 eran hombres y 17421 eran mujeres. Thana Bhawan tiene una tasa media de alfabetización del 60,96%, inferior a la media estatal del 67,68%: la alfabetización masculina es del 69,62%, y la alfabetización femenina del 51,39%.